# Areia Branca (Rio Grande do Norte)
Areia Branca is een gemeente in de Braziliaanse deelstaat Rio Grande do Norte. De gemeente telt 25.394 inwoners (schatting 2009).
De gemeente grenst aan Serra do Mel, Porto do Mangue, Grossos, Mossoró en de Atlantische Oceaan.